# Oksatro (sin Abulita)
Oksatro (perz. Huxšaθra, grč. Oxathres) je bio sin Abulita s kojim je zajedno vladao na mjestu satrapa Suzijane (Elama) u doba vladavine posljednjeg perzijskog vladara Darija III. Kodomana. Oksatro je sudjelovao u bitci kod Gaugamele gdje je predvodio postrojbe elamskih vojnika, no nakon perzijskog poraza odnosno makedonskog osvajanja Mezopotamije zajedno s ocem Abulitom odlučio je predati se Aleksandru. Ušavši sa svojom vojskom u Suzu, koja je bila jedan od nekoliko glavnih gradova Perzijskog Carstva, Aleksandar se domogao velikog bogatstva. Oksatra i Abulita nagradio je makedonski vladar; Abulitu je dozvoljeno da nastavi vladati Suzijanom, dok je Oksatro postavljen na mjesto satrapa Paraetacene (susjedne pokrajine Elama). Ipak, prilikom Aleksandrovog povratka kroz pustinju Gedrozije nakon pohoda protiv Indije odbili su mu pružiti pomoć, zbog čega su 324. pr. Kr. pogubljeni.

## Poveznice
- Abulit
- Suzijana
- Aleksandar Makedonski

## Vanjske poveznice
- [neaktivna poveznica]
- Pierre Briant: „Od Kira do Aleksandra: Povijest Perzijskog Carstva“ (From Cyrus to Alexander: A History of the Persian Empire), preveo Peter Daniels, Indiana: Eisenbrauns, 2002., str. 696.